# Víctor Ibáñez Pascual
Víctor Ibáñez Pascual (sinh ngày 21 tháng 4 năm 1989) là một cầu thủ bóng đá người Tây Ban Nha.

## Sự nghiệp câu lạc bộ
Víctor Ibáñez Pascual đã từng chơi cho FC Gifu.